# Xã Lallie, Quận Benson, Bắc Dakota
Xã Lallie (tiếng Anh: Lallie Township) là một xã thuộc quận Benson, tiểu bang Bắc Dakota, Hoa Kỳ. Năm 2010, dân số của xã này là 453 người.